# Communauté de communes des Trois Pays
La communauté de communes des Trois Pays (CCTP) est une ancienne communauté de communes française, située dans le département du Pas-de-Calais et la région Hauts-de-France.
Celle-ci fusionne avec sa voisine pour former, le 1er janvier 2017, la communauté de communes Pays d'Opale (CCPO).

## Historique
Cette intercommunalité, qui comptait alors 15 communes a été fondée  par un arrêté préfectoral du 27 décembre 1996 qui a pris effet le 1er janvier 1997, après un projet « avorté » (projet de 22 communes) en 1996. Cette démarche était initiée par Hervé Poher, maire de Guînes et conseiller général du canton, et est dénommé les Trois-Pays pour rassurer toutes les communes en confirmant que le pays de Guînes, secteur où il y a plus de la moitié de la population, ne prendrait pas tous les pouvoirs, tous les postes et tous les bénéfices.
L'EPCI a, dès le départ, voulu être un lieu d'expérimentation et d'invention. C'est pourquoi les 'Trois-Pays se sont impliqués, dès 1997, dans un Contrat de Développement Rural, avec l'État, le Département et la Région. Implantations de halte-garderies en milieu rural, mise en place du premier transport à la demande au nord de Paris, création du premier Centre Intercommunal d'Action Sociale de la région, les programmes ARARAT de lutte contre les inondations... Ce petit territoire n'a eu de cesse d'inventer et d'innover.
En 1998, les Trois-Pays se sont choisis un logo et un slogan : « Le Vert, le Vrai, la Vie ».
Le 1er janvier 2014, la communauté de communes s’agrandit en accueillant huit communes des communes de l'ancienne communauté de communes de la région d'Ardres et de la Vallée de la Hem :  Ardres, Autingues, Balinghem, Brêmes, Landrethun-les-Ardres, Louches, Nielles-les-Ardres et Rodelinghem,.
En 2017, la nouvelle communauté de communes Pays d'Opale est née de la fusion de la Communauté de communes avec la Communauté de communes du sud-ouest du Calaisis à l’exception des communes de Fréthun, Hames-Boucres, Les Attaques et Nielles-les-Calais.

## Territoire communautaire

### Toponymie
Cette communauté de communes est dite "des Trois-Pays" parce qu'elle se trouve à l'intersection des anciennes frontières du royaume de France, du royaume d'Angleterre et de l'Empire espagnol. Ces trois frontières, établies du côté anglais à partir de 1360, ont ensuite fluctué puis se sont effacées progressivement entre 1558 (prise de Calais par Henri II) et la moitié du règne de Louis XIV.

### Géographie
L'intercommunalité se trouve dans le Parc naturel régional des Caps et Marais d'Opale.

### Composition
La  Communauté de communes des trois pays regroupait en 2016 les 23 communes suivantes :
| Nom                   | Code Insee | Gentilé         | Superficie (km2) | Population (dernière pop. légale) | Densité (hab./km2) |
| --------------------- | ---------- | --------------- | ---------------- | --------------------------------- | ------------------ |
| Guînes (siège)        | 62397      | Guînois         | 26,42            | 5 708 (2014)                      | 216                |
| Alembon               | 62020      | Alembonnais     | 8,97             | 629 (2014)                        | 70                 |
| Andres                | 62031      | Andresiens      | 7,15             | 1 556 (2014)                      | 218                |
| Ardres                | 62038      | Ardrésiens      | 13,52            | 4 304 (2014)                      | 318                |
| Autingues             | 62059      | Autinguois      | 2,97             | 288 (2014)                        | 97                 |
| Bainghen              | 62076      | Bainghenois     | 6,69             | 217 (2014)                        | 32                 |
| Balinghem             | 62078      | Balinghemois    | 5,79             | 1 185 (2014)                      | 205                |
| Bouquehault           | 62161      | Bouquehaultiers | 8,04             | 727 (2014)                        | 90                 |
| Boursin               | 62167      | Boursinois      | 7,58             | 275 (2014)                        | 36                 |
| Brêmes                | 62174      | Brêmois         | 7,25             | 1 305 (2014)                      | 180                |
| Caffiers              | 62191      | Caffiérois      | 4,77             | 749 (2014)                        | 157                |
| Campagne-lès-Guines   | 62203      | Campagnards     | 5,72             | 445 (2014)                        | 78                 |
| Fiennes               | 62334      | Fiennois        | 11,64            | 893 (2014)                        | 77                 |
| Hardinghen            | 62412      | Hardinghinois   | 8,24             | 1 190 (2014)                      | 144                |
| Herbinghen            | 62432      | Herbinghinois   | 4,31             | 375 (2014)                        | 87                 |
| Hermelinghen          | 62439      | Hermelinghenois | 6,43             | 375 (2014)                        | 58                 |
| Hocquinghen           | 62455      | Hocquinghenois  | 1,94             | 113 (2014)                        | 58                 |
| Landrethun-lès-Ardres | 62488      | Landrethunois   | 5,71             | 731 (2014)                        | 128                |
| Licques               | 62506      | Licquois        | 18,36            | 1 620 (2014)                      | 88                 |
| Louches               | 62531      | Louchois        | 12,83            | 945 (2014)                        | 74                 |
| Nielles-lès-Ardres    | 62614      | Niellois        | 4,48             | 523 (2014)                        | 117                |
| Rodelinghem           | 62716      | Rodelinghemois  | 4,35             | 560 (2014)                        | 129                |
| Sanghen               | 62775      | Sanghinois      | 6,17             | 302 (2014)                        | 49                 |

## Organisation

### Siège
Le siège de l'intercommunalité était à Guînes, 14 Rue Georges Clemenceau.

### Élus
La communauté de communes est administrée par son Conseil communautaire, composé de 44 conseillers municipaux issus chaque commune membre.
À la suite des élections municipales de 2014 dans le Pas-de-Calais, le conseil communautaire du 17 avril 2014 a réélu son président, Marc Médine, Maire de Guînes, ainsi que les membres du bureau pour le mandat 2014-2020. Il s'agit de :
vice-présidents
1. Ludovic Loquet, maire d’Ardres) chargé de l’aménagement du territoire et du tourisme ;
2. Brigitte Havart, maire de Licques, chargée des finances ;
3. Yves Lefebvre, maire-adjoint de Guînes, chargé de la solidarité et des compétences statutaires ;
4. Nathalie Telliez, maire d’Hardinghen, chargée de la communication et de la démocratie participative ;
5. Jacky Dubois, élu d'Andres), chargé de la mobilité de la jeunesse, de l’emploi et de l’économie solidaire ;
6. Jean-Claude Vandenbergue, maire de Balinghem, chargé de l’assainissement et du service public d’assainissement non collectif (SPANC) ;
7. Bruno Demilly, maire de Campagne-lès-Guînes, chargé de l’environnement et de la lutte contre les inondations ;
8. Thierry Poussière, maire de Brêmes, chargé de l’urbanisme et du logement ;
9. Éric Maille, élu de Licques, chargé des services de proximité et de la petite enfance ;
10. Éric Buy, élu de Guînes, chargé de la culture et de l’école de musique ;
11. Pierre Prévost, élu d'Ardres, chargé du développement économique[5].

### Liste des présidents
| Période    | Période       | Identité    | Étiquette  | Qualité |
| ---------- | ------------- | ----------- | ---------- | --- |
| 1997       | 2013          | Hervé Poher | Socialiste | médecin Maire de Guînes (1995 → 2007) Vice-président du conseil général du Pas-de-Calais (1998 → 2015) Démissionnaire à la suite de son élection comme sénateur |
| avril 2013 | décembre 2016 | Marc Médine | DVG        | Maire de Guînes (2007 → 2019) Président de la CC Pays d'Opale (2017 → )                                                                                         |

### Compétences
La communauté exerçait les compétences qui lui avaient été transférées par les communes membres dans les conditions déterminées par le code général des collectivités territoriales. Il s'agissait de :
Aménagement de l'espace
- Élaboration, adoption, révision et suivi du Schéma de cohérence territoriale et des schémas de secteur.
- Constitution de réserves foncières destinées au développement économique, touristique ou pour des  équipements communautaires avec accord de la commune
- Élaboration, révision, modification des Plans Locaux d'Urbanisme (PLU) et des cartes communales, à la suite d'une demande communale.
- Mise en place d'un Système d'Informations Géographiques (SIG) pour les communes avec numérisation des cadastres.

Voiries créées par la communauté de communes
Habitat et cadre de vie
- Élaboration et suivi du programme local de l'habitat (PLH).
- Création et réalisation de zones d'aménagement concerté destinées à l'habitat de 1 à 4 hectares.
- Études et actions spécifiques pour l'amélioration de l'habitat et du cadre de vie, l'aménagement urbain et les économies d'énergie
- Habilitation dans le cadre du maintien du service public en milieu rural à construire des bâtiments pour les services publics de l’État.
- Mise en place et suivi des opérations programmées d'amélioration de l'habitat (OPAH).
- Mise en place et reprise des aires pour les gens du voyage.
- Aménagement de zones de loisirs, de plein air et les équipements à caractère ludique ou de détente.

Divers
- Mise en œuvre des actions dans le cadre de la charte et du contrat de Pays
- Contrôle de l'assainissement non collectif.

Développement économique
- Étude, création, aménagement et gestion de zones d'activités d'une superficie minimale de 3 hectares.
- Reprise, extension et gestion de la zone d'activités du Moulin à Huile.
- Actions en faveur du maintien du commerce local et des services en milieu rural.
- Actions et en faveur du développement et de la promotion de toutes les filières agricoles.
- Actions de développement économique : soutien des activités industrielles, commerciales ou de l'emploi.
- L'achat, la réhabilitation, la construction de bâtiments en vue de la location ou de la vente à une entreprise ou une activité commerciale.
- Les études en vue de favoriser l'arrivée, le maintien ou l'extension de toute activité économique ou commerciale.
- Les études généralistes ou spécifiques pour le développement économique et touristique.
- Les études, préfiguration et soutien à la création d'un pôle volaille à Licques.

Tourisme
Création d'un office de tourisme
- Mise en place d'une signalétique interne au territoire et d'enseignes réservées aux établissements publics, aux commerces, aux équipements touristiques et emplacements de stationnement.
- Installation de relais information service (RIS).
- Actions et manifestations pour le développement du tourisme en milieu rural, en coopération avec les associations ou les structures professionnelles.

Environnement
- Collecte et traitement des ordures ménagères et création de déchèteries.
- Amélioration de la qualité paysagère et du cadre de vie.
- Adhésion au syndicat mixte et à la charte du  Parc naturel régional des Caps et Marais d'Opale.
- Gestion en collaboration avec le Département des espaces naturels sensibles.
- Création, entretien et suivi de la réglementation de chemins de randonnée.
- Lutte contre le ruissellement des eaux et l'érosion des sols et mise en place et entretien d'ouvrages pouvant être situés sur des terrains publics ou privés.
- Aides ponctuelles à l'installation d'ouvrages de lutte contre les inondations:
  - le Schéma d'aménagement et de gestion des eaux (SAGE) du delta de l'Aa
  - le contrat de rivière de la Hem
  - le SYMSAGEB[Quoi ?]

Culture
- Travaux de mise en valeur du patrimoine cultuel public, hors bâti et mise en place de panneaux et de circuits d'interprétation.
- Travaux de sécurisation du petit patrimoine mobilier cultuel (orfèvrerie, statuaire, tableaux, archives et documents anciens).
- Travaux de restauration, réhabilitation, protection et conservation du patrimoine cultuel ou artistique classé ou inscrit
- Travaux d'illumination des églises ou des ouvrages remarquables.
- Création, gestion et promotion d'une école intercommunale de musique à l'exception de l'entretien des locaux mis à disposition par les communes
- Conception et animation de journées ou de manifestations thématiques et organisation de manifestations dans le cadre de la saison culturelle mise en place à l'échelle du territoire, stages, ateliers et colloques à caractère culturel et artistique pouvant entraîner des interventions extérieures et à destination de tous les publics y compris les scolaires
- Constitution, gestion et entretien d'un parc de matériel mis à la disposition des communes ou des associations locales pour leurs manifestations.
- Soutien aux communes ou associations organisant des manifestations à caractère culturel
- Mise en réseau de bibliothèques sous statut municipal qui adhèrent à la Médiathèque Départementale de Prêt (MDP)
- Gestion du réseau des bibliothèques (informatisation, animations, échanges entre bibliothèques, actions de promotion de la lecture publique
- Actions en faveur de la communication

Action sociale
- Animation d'un relais d'assistantes maternelles (RAM)
- Création avec éventuellement construction ou aménagement et fonctionnement de structures d'accueil de la petite enfance
- Gestion de ludothèques.
- Gestion d'un service de transport à la demande.
- Soutien aux structures d'insertion présentes sur le territoire.
- Participation à des structures favorisant l'emploi et le suivi des jeunes et l'insertion sociale des publics en difficulté
- Création d'un centre intercommunal d'action sociale (CIAS)
- Mise en place d'un service de maintien à domicile des personnes âgées et handicapées en partenariat avec les structures locales.
- Mise en place, gestion et établissement de partenariats dans le cadre d'une politique de prévention de la santé (PRS/PTS)

Compétences diverses
- Capture et transfert vers les refuges pour les animaux domestiques errants à la demande des maires des communes membres ;
- Mise en place d'actions de coopération décentralisée avec les pays émergents.

### Organismes de coopération
Le schéma de cohérence territoriale (SCOT) du pays du Calaisis intègre cinq intercommunalités : la communauté d'agglomération du Calaisis, la communauté de communes de la Région d'Audruicq, la communauté de communes de la région d'Ardres et de la vallée de la Hem, la communauté de communes des trois pays et la communauté de communes du sud-ouest du Calaisis.

### Régime fiscal et budget
La communauté de communes est un établissement public de coopération intercommunale à fiscalité propre.
Afin de financer l'exercice de ses compétences, l'intercommunalité perçoit la fiscalité professionnelle unique (FPU) – qui a succédé à la taxe professionnelle unique (TPU) – et assure une péréquation de ressources entre les communes résidentielles et celles dotées de zones d'activité.

## Pour approfondir